# Saga de Géminis
Saga de Géminis (双子座のサガ?), es un personaje ficticio de la serie de manga y anime Saint Seiya (Los Caballeros del Zodiaco), escrita por Masami Kurumada. Fue el Santo de Géminis y hermano gemelo de Kanon, el cual era también candidato a Caballero de Géminis. Saga es el principal antagonista de la primera parte de la serie.
Saga era considerado un Santo justo y bueno por las personas cercanas al Santuario, y era admirado y respetado por todos al punto de ser considerado como un dios por su bondad y justicia. Fue candidato junto a Aioros de Sagitario a sustituir a Shion de Aries quien era el sumo sacerdote (Kyōkō 教皇?) ("patriarca") y líder del santuario pero al final Shion proclama a Aioros como nuevo sumo sacerdote al notar una maldad escondida dentro del corazón de Saga. Saga acepta su derrota y promete ayudar a Aioros con las labores. Poco tiempo después de la decisión del patriarca, Kanon quien vio la maldad que existía en él le propuso unirse contra el santuario, pero Saga, aun dominado por su lado bondadoso en esa época, se niega y termina por encerrar a su hermano en la prisión de Cabo Sunión. Pero la influencia de su lado malvado lo llevó a asesinar al sumo sacerdote y usurpar su identidad. En el anime, específicamente, se menciona que Saga mata también al ayudante del sacerdote, llamado Arles (cuyo cuerpo permanecería en éxtasis en Star Hill).
Una vez que asume su rol como Arles, Saga toma la Daga Dorada (Ogon no Tanken 黄金の短剣?) e intenta matar a la bebé Athena, pero Aioros pudo evitarlo rescatando a la bebé antes de ser degollada. Saga aprovechando su posición en el santuario declara a Aioros como el traidor que intentó matar a Athena. Y ordena al joven Shura de Capricornio que se encargue de matarlo.
Muchas veces a lo largo del manga clásico, Next Dimension y Saint Seiya Soul of Gold se refieren a Saga de Géminis como el "Santo dorado más poderoso de su Generación" y posee el título de La Encarnación Divina (Kami no Keshin 神の化身?), apelativo dado a Saga en su faceta buena. Aun así, el autor jamás ha demostrado la intención de señalar oficialmente a alguno de los santos dorados como más fuerte que los demás.

## Creación y concepción
En una entrevista de 1989 sull'artbook lanzado por la “Golden Jump - Selección 3” Kurumada reveló que él había decidido desde el principio que el Sumo pontífice ("patriarca") tendría que ser el Caballero de Géminis, pero no estaba seguro de si debían ser gemelos o una persona con doble personalidad (al final fueron utilizadas ambas ideas). Anteriormente también el nombre del personaje tenía que ser Shura, pero luego ese nombre fue dado al Caballero de Capricornio. La elección del nombre "Saga" proviene de una lectura alternativa del ideograma que indica el sexo (definida como la división entre macho y hembra). El nombre de Arles, utilizado exclusivamente en el anime durante el período en el que el personaje se muestra como el Patriarca, fue elegido como nombre provisorio por el escritor de la serie Takao Kyōyama, en referencia al filósofo Aristóteles (Arisoteles).
Masami Kurumada tuvo muchas complicaciones en el diseño de la armadura de Géminis y teniendo muchos problemas para determinar como se debería de ver la armadura de Géminis al ser usada por Saga. Como su aparición era al final como el último villano fue uno de los personajes que más se esforzó para crearlo. Según Kurumada es uno de los personajes que más le gusta dibujar y la armadura de oro de Géminis es su preferida, aunque aclaró que le gustan todas.

## Biografía

### En el Episodio G
Cronos le entrega la daga dorada a Saga, con ella mataría a Atena pero es descubierto por Aioros. Años después aparece como pontífice, aparentemente bajo el mando de Pontos tratando de eliminar a Aioria. Luego de que Shaka siente un cosmos malvado poseyendo a Galan, convoca a la reunión dorada. En esa misma reunión, envía al Santo de Leo para que pelee en contra de Hiperión de Oscuridad que estaba atacando al Santuario. Luego les explicaría a los restantes Santos de Oro que los Titanes han vuelto para apoderarse del Megas Drepanon y resucitar al gran dios Cronos.
Shura llega con una duda ante el pontífice y Saga le revela su verdadera identidad. El santo de Capricornio lo ataca por haber asesinado al verdadero pontífice, pero Saga gana la lucha y logra controlar el corazón de Shura con su Genrō Maōken.
Luego de que Aioria derrotara a Ceo, Saga es descubierto por Deathmask de Cáncer mientras reflexiona. Pero el Santo de Cáncer decide seguir siéndole fiel siempre y cuando Saga cree un mundo de justicia, que a la vez se base en la fuerza.
Cuando la resurrección de Cronos es inminente, Saga ordena a todos los Santos de Oro a quedarse en sus Casas y no salir por ninguna razón. El gran dios llega frente a la estatua de Atena y se encuentra a punto de destruirla cuando es detenido por el mismo Saga. Ahora Saga está bajo la influencia de su mitad benigna y mantiene una lucha con Cronos. Aunque el Santo de Oro resulta muy dañado no se rinde y está a un paso de matar a Cronos con la daga que el mismo le entregó. De repente Saga es controlado otra vez por su lado maligno y se retira dejándole el paso libre a Cronos para que se quede con el Megas Drepanon. También protagoniza el Gaiden 02, donde es atormentado fuertemente por su doble personalidad. Unos espíritus malignos intentan corromper al guerrero pero este se encarga de eliminarlos a todos. Aunque persiste con su duda de si está con el bien o con el mal.

## Otros medios de comunicación
Saga de Géminis ha aparecido en la tercera película basada en la serie, en un cameo en la quinta película, de antagonista en la sexta y en la historia paralela "La Historia Secreta de Excálibur", dedicada al anime y escrita por Takao Koyama (guionista de la serie de animación), que aclara los acontecimientos del pasado; mientras que en el manga Saga mata a Shion y reemplazándolo, toma el lugar del primer ministro Arles. Como la historia se abre, Géminis trata de matar a Shion disfrazado de Dragón Marino, y más tarde (después de la muerte natural del Sacerdote) mata a Arles (ya convertido en Sumo Sacerdote). También aparece como un personaje jugable en Playstation 2 y Playstation 3. El personaje también fue mencionado varias veces en la novela y spin-off Saint Seiya Gigantomachia y también en un capítulo del manga-secuela Saint Seiya Next Dimension y tuvo un cameo junto con su hermano Kanon en la segunda temporada de Saint Seiya Ω. Un cosplay de Arles apareció en el manga Death Joke, parodia del famoso anime y manga Death Note. En el manga B't X hay una escena en un cementerio donde aparecen las tumbas de numerosos personajes de Saint Seiya: Saga (Géminis - 1783-1962), Shun (Andrómeda - 1718-1955), Ikki (Fénix - 1718-1995) e incluso Seiya (Pegaso - 1781-1990).

### Influencia en otras obras de la franquicia

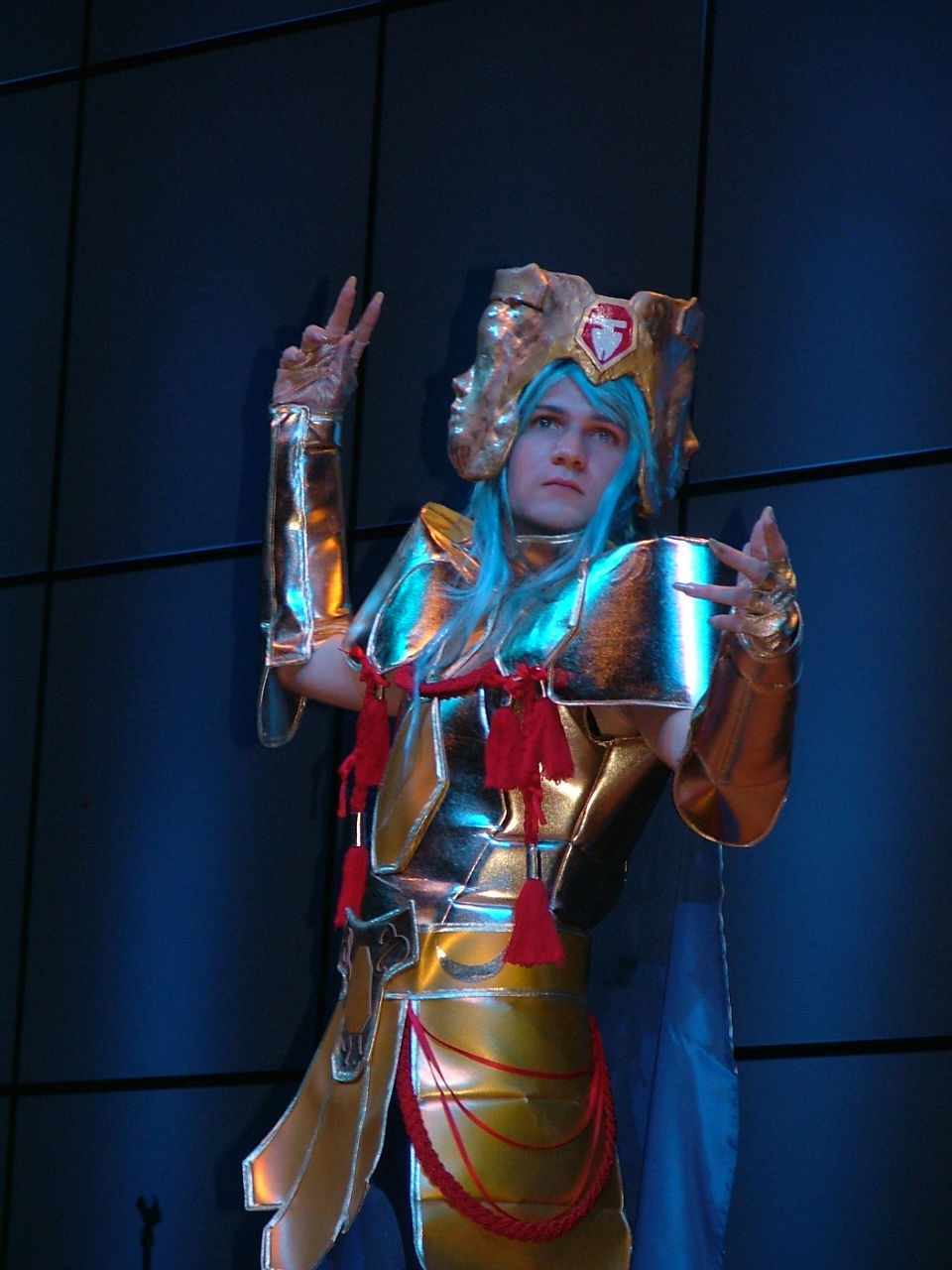
Cosplayer de Saga de Géminis con su armadura dorada.

El carácter de Saga ha ejercido una influencia considerable en la continuidad de la serie, sobre todo por su versión animada en la forma de Arles, a causa de las vestiduras con que solía aparecer, especialmente la versión animada del personaje. Ha sido objeto de tributos de los autores de precuela del manga Episodio G. Como está escrito, Okada se hizo cargo en sus vestimentas rojas manga típica de Arles explicando que su función es ocultar las intenciones a otras deidades (en este caso Cronos y los Titanes), también Saga de Géminis dijo querer ser como el dios Ares para dominar el mundo.

## Recepción
En encuestas sobre la popularidad de los personajes de Saint Seiya, Saga ha logrado alcanzar en varias ocasiones los primeros lugares. Aunque inicialmente se posicionó en el segundo lugar entre los caballeros dorados más poderosos solo por detrás de Shaka de Virgo; sin embargo, en la encuesta más reciente ocupó el primer lugar de popularidad entre todos los Santos de Oro. La revista Neo Tokyo Eligió a Saga entre los 10 villanos más Perversos, junto a villanos como Orochimaru de la serie Naruto, Medusa Gorgon de la serie Soul Eater, M. Bison de la saga de videojuegos Street Fighter, Crocodile de la serie One Piece, Myotismon de la serie Digimon, Makoto Shishio de la serie Rurouni Kenshin entre otros villanos. Dada su popularidad, la imagen de Saga y su armadura aparece en varios productos de merchandising como tarjeta y modelos (por ejemplo, los de la serie Myth Cloth o los liberados en los años 90), con base en su versión "clásica".
Durante la Tamashii Nations Summer Collection 2014, celebrada en mayo, Bandai anunció otra ampliación de la línea Myth Cloth, denominada Saint Seiya Myth Cloth Legend, centrada especialmente en los personajes que aparecen en la película animada en CGI, Saint Seiya: Legend of Sanctuary. Aunque los primeros Myth Cloth en ser revelados al público fueron Aioros de Sagitario y Seiya de Pegaso, el primero en ser lanzado al mercado entre todos los personajes fue el de Saga de Géminis.
La participación de Saga de Géminis en Soul of Gold ha sido bien recibida por la crítica. Durante la transmisión del Anime, se realizó en la cuenta oficial de Twitter una encuesta de popularidad entre los 12 caballeros dorados, ocupando el primer lugar. Es así, que ganó Saga con 1811 votos ante los demás caballeros: Milo (1681), Shaka (1441) Camus (1386), Mu + DeathMask (1057), Shura (991), Aiolia (974), Afrodita (963), Aiolos (926), Dohko (615) y Aldebarán (561).